# Elacatis immaculatus
Elacatis immaculatus is een keversoort uit de familie platsnuitkevers (Salpingidae). De wetenschappelijke naam van de soort werd in 1913 gepubliceerd door George Charles Champion.